# Eublemma glaucizona
Eublemma glaucizona är en fjärilsart som beskrevs av George Francis Hampson 1908. Eublemma glaucizona ingår i släktet Eublemma och familjen nattflyn. Inga underarter finns listade i Catalogue of Life.